# Центральная площадь (Зеленоград)
Центральная площадь Зеленограда — площадь в районе Савёлки города Зеленограда, изначально задумывавшаяся как его центр. Архитектурной доминантой площади является 28-этажное здание гостиницы, строившееся с 1970-х по 2004 годы, в котором на данный момент располагается офисный центр. Проектом ансамбля площади занималась мастерская «Моспроект-2».

## Ансамбль

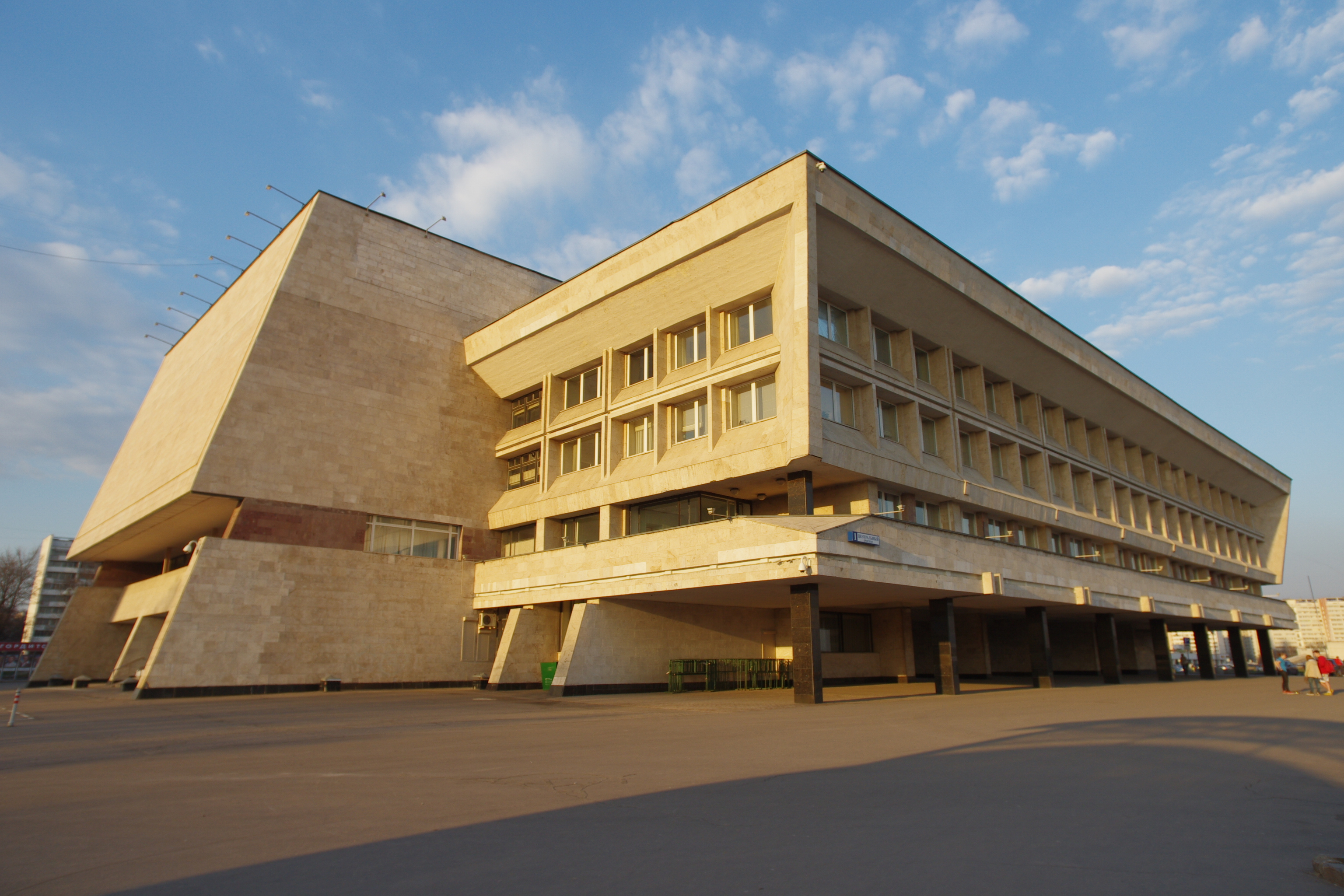
Здание в ансамбле Центральной площади, 2014 год

Центральную площадь строили как административный центр Зеленограда: на этом месте планировалось возвести здание районной администрации, дворец культуры и гостиницу. Проект комплекса площади выполнила проектная мастерская «Моспроект-2», конструктивную часть разработал коллектив инженера Бориса Зархи.
Стрельчатые глухие завершения и кассетные панели на фасадах гостиницы (ныне — офисного центра) отражают тенденции советской архитектуры 1970-х годов. На площади вдоль Савёлкинского проезда был возведен торговый центр с кафе и ресторанами.
Важное значение имело строительство четырёхэтажного здания администрации (райкома КПСС и исполкома Советов депутатов трудящихся), которое разместили в открытом, хорошо просматриваемом пространстве. Авторы проекта: архитектор А. Климочкин, инженеры Б. Зархи, А. Шевченко. По замыслу архитекторов натуральные отделочные материалы — травертин, гранит и мрамор — должны были придать постройке монументальность.
На Центральной площади также находится построенный в 1968—1983 годах Дворец культуры. Спроектированный архитекторами Игорем Покровским, Дмитрием Лисичкиным, Людмилой Маковской и Дмитрием Стискиным, он представлял собой часть модернистского архитектурного ансамбля центра Зеленограда. Дворец культуры открылся в 1983 году и функционирует по сей день. В нём регулярно проходят концерты, творческие и тематические вечера, кинопоказы, спектакли и другие мероприятия. В культурном центре открыты различные кружки, музыкальные и хоровые коллективы.
Территория площади регулярно используется для проведения праздничных мероприятий, концертов, трансляций.
В 2014 году для расширения парковочного пространства на площади уничтожили газон, а в 2017-м плиточное покрытие на парковке было заменено на асфальтобетонное. Дальнейшая реконструкция Центральной площади запланирована на 2018 год.